# Laennecia pimana
Laennecia pimana là một loài thực vật có hoa trong họ Cúc. Loài này được G.L.Nesom & Laferr. mô tả khoa học đầu tiên năm 1990.